# Hapuawai
La rivière Hapuawai  (anglais : Hapuawai River) est une courte rivière du district du Far North dans la Région du Northland, dans l’île du Nord de la Nouvelle-Zélande.

## Géographie
Elle rejoint le fleuve  Takou peu avant son embouchure dans la baie de « Takou Bay » dans l’ Océan Pacifique.